# Бразильська комуністична партія
Брази́льська комуністи́чна па́ртія (порт. Partido Comunista Brasileiro) — одна з найстаріших політичних партій Бразилії.

## Історія

### Створення
Бразильська комуністична партія виникла на базі численних комуністичних груп, гуртків та ліг, що зародились у Бразилії після революції 1917 року в Росії. Перебуваючи під впливом ідей російської революції, бразильські комуністи побачили в них більш матеріальні цілі, ніж ті, що пропонували анархісти.
Перший, установчий з'їзд БКП відбувся 25—27 березня 1922 року в містах Ріо-де-Жанейро та Нітерой за нелегальних умов. Засновниками партії стали Абіліу Некеті, Мануел Сендон, Жуакін Барбоза, Ерможеніс Сілва, Астрожилду Перейра й інші. Партія базувалась на ленінсяких принципах та будувала свою діяльність на марксистсько-ленінському вченні.
1924 року БКП приєдналась до Комінтерну. До моменту проведення другого з'їзду партія розширила свої лави та зміцнилась в організаційному й ідеологічному сенсах. Другий з'їзд БКП пройшов у травні 1925 в Ріо-де-Жанейро. Головним питанням цього з'їзду було подальше розширення лав партії, створення широкої мережі первинних партійних організацій з метою посилення роботи у профспілках робітників та серед селян.

### Заборона партії
У 1930-их роках Бразильська компартія виступила ініціатором руху на захист демократичних свобод. Її керівництвом було засновано антифашистський та антиімперіалістичний фронт Національно-визвольний альянс. Організоване альянсом повстання, що спалахнуло в листопаді 1935 року, було жорстоко придушено, а керівництво БКП заарештовано. Однак партія продовжувала свою діяльність за підпільних умов. У серпні 1943 року в містечку Мантікейра поблизу Ріо-де-Жанейро відбулась Національна конференція БКП, на якій було обрано нове партійне керівництво.

### Період 1940-их років
1945 року, за часів демократизації режиму Варгаса, діяльність компартії була дозволена, а її керівництво амністовано. Серед звільнених був і Луїс Карлос Престес, який провів у в'язниці 9 років. З початком легальної діяльності БКП перетворилась на крупну партію, у лавах якої налічувалось понад 100 тисяч членів. 1946 року комуністи взяли активну участь у розробці нової конституції країни.
На виборах до Конгресу й органів влади штатів і муніципалітетів 1947 року БКП удалось набрати понад 800 тисяч голосів. Двоє кандидатів від БКП були обрані до Федерального сенату, 14 — до Палати депутатів. Комуністи посіли велику кількість місць у законодавчих зборах штатів та набули сильні позиції у багатьох муніципалітетах.
Після цього партія постала перед Верховним виборчим судом Бразилії, який після тривалих суперечок оголосив її діяльність незаконною на тій підставі, що вона є «знаряддям закордонного уряду». За допомогою армії та поліції уряд закрив головні комуністичні центри країни. Національний конгрес спочатку відмовився виключити комуністів з числа своїх членів, але зрештою 1948 року депутати від БКП втратили свої мандати. Так БКП знову перейшла на нелегальний стан.

### 1960-ті
Діяльність БКП була дозволена з розвитком демократичного процесу в Бразилії. 2—6 вересня 1960 року в Ріо-де-Жанейро відбувся п'ятий з'їзд БКП, який прийняв резолюцію, яка орієнтувала партію на посилення боротьби проти імперіалізму, за розширення демократичних прав і свобод та виконання невідкладних вимог трудящих. Цей з'їзд приділив значну увагу роботі у профспілках, на селі, серед жінок та молоді, підкреслив значення боротьби за мир, ухвалив резолюцію на підтримку кубинської революції та затвердив новий статут партії. 1962 року від БКП відокремилось її ліве крило, що виступало з маоїстських позицій, члени якого сформували Комуністичну партію Бразилії.
У квітні 1964 року в країні стався військовий переворот, в результаті якого БКП була змушена знову піти у підпілля. У грудні 1967 року на нелегальних умовах відбувся шостий з'їзд БКП.

### 1990-ті
1992 року, після розпаду Радянського Союзу, настала чергова криза в партії. Вона помітно зсунулась праворуч та перейменувалась на Соціалістичну народну партію Бразилії. Тільки частина членів партії на чолі з Іваном Піньєйру та Оскаром Німеєром вирішила зберегти партію та ідеологію марксизму-ленінізму. Після низки сутичок партія домоглась права використовувати назву Бразильської комуністичної партії. 1996 року БКП була офіційно зареєстрована.

## Сучасний стан
Нині БКП не має значних успіхів на виборах. 2010 року генеральний секретар партії Іван Піньєйру брав участь у президентських виборах, але набрав тільки 0,04 % голосів. На парламентських виборах, що відбулись того ж року, жоден з кандидатів від БКП не зміг зайняти місце в Національному конгресі.